# София Тренчовска
София Тренчовска (на македонска литературна норма: Софија Тренчовска) е видна северномакедонска филоложка, писателка и активистка. Редакторка е на „Проект Растко – Македония“, дигитална библиотека на културата и традицията на Северна Македония.

## Биография
София Тренчовска е родена на 9 октомври 1975 година в Струмица, тогава в Социалистическа федеративна република Югославия, днес в Северна Македония.
Завършва основно и средно икономическо училище в родния си град. Дипломира се във Филологическия факултет „Блаже Конески“ на Скопския университет „Св. св. Кирил и Методий“, където прави и постдипломна квалификация. Тезата ѝ е „Митопоетиката во раните драми на Јордан Плевнеш“. По професия е дипломиран филолог по македонска и южнославянска книжовност, с обща и сравнителна книжовност.
Известно време работи като новинар в културната редакция на дневния вестник „Вечер“, където пише текстове от областта на образованието, литературата и филма и прави интервюта с много значими личности от културата и изкуството.
Участва в подготовка и редактирането на много книжовни издания, а от основаването в 2007 година е уредник на електронното издание „Проект Растко – Македония“. Участва в международни симпозиуми и научни конференции. Пише и публикува текстове от областта на книжовността и изкуството в много периодични печатни и електронни списания, сред които „Премин“, „Акт“, „Современост“, „Македоника“, „Сум“, „Mediantrop“ и др.
Превежда от сръбски, хърватски и български книжовен език на македонска литературна норма. Неин съпруг е режисьорът и писателят Горан Тренчовски.

## Трудове

### Авторски текстове
- „Кичот како уметност“, Лоза, бр. 5, 1997, 9 – 10 стр.
- „Комичната маска на Бен Акиба“, Театарски гласник, бр. 47, 1999, 55 – 56 стр.
- „За филмскиот медиум“, Акт, бр. 24, 29.10.2007, 50 – 51 стр.
- „Виртуелен македонски хронотоп“, Акт, бр. 25/26, 28.03.2008, 53 – 54 стр.
- „Демонолошките битија во македонските волшебни приказни“, Акт, бр. 33/34, 31.07.2009, 52 – 64 стр.
- „Мотивот на чудесното раѓање во македонските волшебни приказни“, Сум, бр. 64, 2009, 95 – 103 стр.
- „Ѕвездени мигови на свето место“, Премин, бр. 59/60, 2009, 58 – 59 стр.
- „Силјан штркот како психоаналитична приказна“, Акт, бр. 40/41, 08.04.2011, 58 – 64 стр.
- „Постмодерен распад на еден имагинарен систем“, Акт, бр. 46, 17.08.2012, 42 – 49 стр.
- „Слав Драгота на Чернодрински и причините за поразот на Беласица“ во: Самуиловата држава во историската, воено-политичката, духовната и културната традиција на Македонија, зборник, Завод и Музеј Струмица, 2015, 298 – 304 стр.
- „‘Еригон’ како прва постмодернистичка драма во Македонија“, Современост, бр. 2/LXV, 2015, 104 – 107 стр.
- „Креативните рефлексии во драмските поетики на Ибзен и Вапцаров“, Македоника, бр. 19 – 20/VIII, 2018, 64 – 72 стр.
- Една митопоетика Архив на оригинала от 2018-09-15 в Wayback Machine.“, Македоника литера, 2015. ISBN 978-608-4614-94-4
- Дело и знак, Македоника литера, 2018. ISBN 978-608-252-078-0

### Преводи
- Душан Ковачевиќ, „Лари Томпсон“, драма поставена в Народния театър в Щип, репертоар на сезон 2001/2002
- Радомир Константиновиќ, „Бекет, пријателот“, Акт, бр. 30, 26.12.2008, 53 – 57 стр.
- Зоран Стефановиќ, „Ноќ пред враќање“, Акт, бр. 42, 26.08.2011, 40 – 43 стр.
- Боро Драшковиќ, Режисерски белешки[неработеща препратка], 2012. ISBN 978-608-4546-25-2
- Зоран Стефановиќ, Словенски Орфеј Архив на оригинала от 2018-09-15 в Wayback Machine., 2014. ISBN 978-608-4546-32-0

### Редактор, директор
- 2001 – Главен и отговорен редактор на специалното издание на списанието Харман
- 2007 – Директор на игралния телевизионен сериал за деца в шест епизода „Мартин од скалите“
- 2016 – Редактор на монографията 70 години посветеност во образованието – по повод 70-годишниот јубилеј на СОУУД „Димитар Влахов, ISBN 978-608-4756-15-6
- 2018 – Редактор на публикацията Наративните и естетските вредности во филмот ‘Златна петорка’, ISBN 978-608-4546-37-5
- 2007 – Редактор на Проект Растко - Македонија, ISSN 1857-7954
- Компакт диск 15 Роднокрајци – поезија и проза од 15 струмички автори, 11. 12. 2009.[5] ISBN 978-608-4546-00-9